# 17. ožujka
17. ožujka (17. 3.) 76. je dan godine po gregorijanskom kalendaru (77. u prijestupnoj godini).
Do kraja godine ima još 289 dana.

## Događaji
- 45. pr. Kr. – Julije Cezar postigao je svoju posljednju vojnu pobjedu u bitci kod Munde, porazivši optimatske snage Tita Labiena i Pompeja Mlađeg. Posljednja Cezarova bitka, kod Munde, današnja Španjolska, bila je pobjeda nad Pompejevim nasljednicima i otvoren put prema položaju diktatora.
- 1776. – Završetak Bostonske čajanke – Britanci otišli iz grada jer je George Washington postavio vojsku.
- 1861. – završio proces ujedinjenja Italije proglašenjem Kraljevine Italije (bez Rima).
- 1901. – Izložba 71 slike Vincenta van Gogha izazvala je senzaciju u Parizu, 11 godina nakon njegove smrti.
- 1941. – U Washingtonu, DC otvorena je National Gallery of Art.
- 1958. – Lansiran je Vanguard 1, prvi satelit na solarni pogon i trenutno najstariji objekt u svemiru kojeg su lansirali ljudi.
- 1959. – Dalaj Lama pobjegao s Tibeta u Indiju.
- 1969. – Izrael je dobio svoju prvu premijerku, Goldu Meir.
- 1991. – Diego Maradona uhićen je zbog uzimanja kokaina.
- 2004. – Izbili su žestoki međuetnički sukobi na Kosovu, nekoliko je osoba poginulo.

| - 763. – Harun er-Rašid, abasidski kalif († 809.) - 1473. – Jakov IV., škotski kralj († 1513.) - 1834. – Gottlieb Daimler, njemački izumitelj († 1900.) - 1847. – Jovan Paču, srpski skladatelj i pijanist († 1902.) - 1919. – Nat King Cole, američki jazz pijanist († 1965.) - 1920. – Sheikh Mujibur Rahman, bangladeški političar († 1975.) - 1954. – Mirko Grgin, hrvatski košarkaš i državni reprezentativac († 2017.) - 1970. – Klaudija Bubalo, hrvatska rukometašica - 1986. – Edin Džeko, bosanskohercegovački nogometaš - 1997. – Katie Ledecky, američka plivačica | - 180. – Marko Aurelije, rimski car (* 121.) - 461. – Sveti Patrik, katolički biskup, zaštitnik Irske - 1736. – Giovanni Battista Pergolesi, talijanski skladatelj (* 1710.) - 1782. – Daniel Bernoulli, švicarski matematičar i fizičar (* 1700.) - 1853. – Christian Doppler, austrijski fizičar (* 1803.) - 1893. – Ljudevit Vukotinović, hrvatski književnik i znanstvenik (* 1813.) - 1914. – Antun Gustav Matoš, hrvatski književnik (* 1873.) - 1942. – Nada Dimić, sudionica NOB-a i narodna heroina Jugoslavije (* 1923.) - 1949. – Aleksandra Ekster, ukrajinska slikarica (* 1882.) - 1965. – Lorenz Karall, hrvatski odvjetnik i političar (* 1894.) - 1993. – Edo Kovačević, hrvatski slikar (* 1906.) - 2007. – Frane Franić, hrvatski nadbiskup i metropolit (* 1912.) - 2023. - Miho Demović, hrvatski muzikolog i skladatelj (* 1934.) - Dubravka Ugrešić, hrvatska književnica, esejistica i prevoditeljica (* 1949.) |

## Blagdani i spomendani
- Dan svetog Patrika

## Imendani
- Patrik
- Gertruda
- Konrad
- Domagoj
- Hrvatin